# Bård Faust
Bård G. "Faust" Eithun (21 de abril de 1974) es un baterista y criminal noruego. Es conocido por haber sido el percusionista de la banda de black metal noruego, Emperor, especialmente en el álbum In the Nightside Eclipse. También ha escrito letras para otras bandas, como Zyklon.
En 1994, fue condenado a 14 años de prisión por el asesinato de un hombre en Lillehammer. Desveló en una entrevista los detalles del asesinato cometido. En agosto de este año, Faust se encontraba contemplando el estadio olímpico de Lillehammer, cuando un hombre se le acercó y le preguntó si quería irse con él al bosque. "Yo no había estado bebiendo ni nada parecido. Simplemente decidí, con mucha calma, acabar con la vida de este hombre. Quizá mi subconsciente me dijo que tenía derecho a hacerlo porque él era gay." Faust accedió y le siguió al interior del bosque. Cuando el tipo se le acercó, Faust, al darse cuenta de que quería mantener relaciones con él, sacó un cuchillo y se lo clavó en el vientre. "Él gritaba ¡No!, pero me volví loco y seguí apuñalándole una y otra vez. Cuando estuvo en el suelo con los ojos cerrados, le di una patada para asegurame de que realmente estaba muerto. Después volví a casa con la mente completamente en blanco, como un zombie." Este asesinato, aunque cometido antes, no fue descubierto sino hasta después de la muerte de Euronymous, cuando la policía decidió investigar hasta qué punto el Black metal podía haber influido, y realizó extensos interrogatorios, en los que descubrió a los culpables de los incendios de iglesias, entre otra multitud de delitos.
Faust fue liberado en 2003 tras pasar nueve años y cuatro meses en prisión de una condena original de catorce años.

## Discografía
- Mongo Ninja - "No Cunt for Old Men" (2010)
- Mongo Ninja - "... And the Wrist is History"  (2009)
- Blood Tsunami – "Grand Feast For Vultures" (2009)
- Blood Tsunami – "Thrash Metal" (2006)
- Zyklon - "Disintegrate" escribió todas las letras 2006
- Aborym - Generator 2006
- Blood Tsunami – Demo 2005
- Scum – ”Protest Life” single-CD 2005
- Scum – ”Gospels for the Sick” 2005
- Zyklon - "Aeon" escribió todas las letras 2003.
- Disiplin - Spoken words and lyrics on "Strategy Formulation" 2003 (Moonfog).
- Zyklon - "World ov Worms" escribió todas las letras 2001.
- Sigh - Lírica de "Nietzchean Conspiracy" para el álbum Imaginary Sonicscape 2001.
- Cadaver Inc. - Un pasaje hablado en la canción "Kill Tech" incluida en "Discipline" 2000 (Earache)
- Ulver - Batería en "The Future Sound of Music" de "Perdition City" 2000 (Jester)
- Sirius - Baterista en "Spectral Transition - Dimension Sirius" álbum 2000 (Nocturnal Art Prod)
- Emperor - "A Midsummer Night's Dream" 1993 (en vivo (edición pirata), Inglaterra 1993)
- Emperor - "In The Nightside Eclipse" 1993 (Candlelight)
- Emperor - "Emperor" miniálbum 1992/1993 (Candlelight)
- Emperor - "As The Shadows Rise" 1992/1993 (Nocturnal Art Prod)
- Emperor - 2 tracks en "Wrath Of The Tyrant"-demo lanzado por Wild Rags Rec. 1993/94
- Thorns - Varios reh-tapes 1990-1992
- Impostor - "Violent World" reh-tape 1991
- Impostor - "Still Not Satisfied"-demo 1990
- Stigma Diabolicum - Varias reediciones en estudio y en vivo de Stjordalen, Norway 1990
- Decomposed Cunt - "reh(habilitation)-tape 1989" reh-tape 1989

- Datos: Q554527